# 羽後境站
羽後境站（日语：／ Ugosakai eki */?）是位於秋田縣大仙市，屬於東日本旅客鐵道（JR東日本）奧羽本線的鐵路車站。

## 車站構造
本站設有一座1面2線的島式月台，秋田新幹線列車會在2號月台通過。本站是由大曲站負責管理的簡易委託車站。

### 月台配置
| 月台 | 路線      | 方向 | 目的地         |
| ---- | --------- | ---- | -------------- |
| 1    | ■奧羽本線 | 下行 | 秋田方向       |
| 2    | ■奧羽本線 | 上行 | 大曲、橫手方向 |

## 使用情況
| 年度 | 每日平均乘客數 |
| ---- | -------------- |
| 2000 | 340            |
| 2001 | 351            |
| 2002 | 326            |
| 2003 | 322            |
| 2004 | 309            |
| 2005 | 299            |
| 2006 | 294            |
| 2007 | 294            |
| 2008 | 277            |
| 2009 | 267            |
| 2010 | 266            |
| 2011 | 258            |
| 2012 | 249            |
| 2013 | 252            |

## 历史
- 1904年（明治37年）8月21日：奧羽北線（即現奧羽本線）和田站至神宮寺站開通，境站啟用。
- 1919年（大正8年）7月1日：車站改名為羽後境站。
- 1986年（昭和61年）3月1日：成為簡易委托站。
- 1987年（昭和62年）4月1日：因國鐵分割民營化，本站成為東日本旅客鐵道的車站。
- 2002年（平成14年）12月1日：新設2號月台供秋田新幹線通過之用。
- 2004年（平成16年）2月25日：新站舍啟用。

## 車站周邊
- 大仙市協和綜合分所（前協和町政廳）
- 協和郵局（同時設置日本郵政大曲分店協和集配中心）
- 大仙市立協和圖書館
- 大仙市協和市民中心
- 唐松溫泉
- 大仙市營協和滑雪場
- 秋田縣道176號羽後境停車場線
- Maxvalu東北協和店
- Sun協和棒球場
- 國道13號

## 相鄰車站
東日本旅客鐵道
■奧羽本線
□快速
通過
■普通
峰吉川－羽後境－大張野

## 相關項目
- 日本鐵路車站列表 U

## 外部連結
- JR東日本－羽後境站 （页面存档备份，存于）（日語）

39°37′7.2″N 140°19′14.6″E / 39.618667°N 140.320722°E